# Hypseleotris compressa
Cá khỉ đỏ đầu gù (Danh pháp khoa học: Hypseleotris compressa) là một loài cá trong họ Eleotridae. 

## Phân bố và môi trường sống
Các quần thể Hypseleotris compressa tập trung nhiều nhất ở phần miền đông và miền bắc nước Úc và miền nam Papua New Guinea. Nó cũng sống ở Torres Strait, quanh Muralag và Horn Island. Loài cá này sinh sống nhiều nhất ở vùng sông và suối nước ngọt chảy, nhưng cũng được tìm thấy ở các vùng nước tĩnh.

## Đặc điểm
Chúng là một loài cá cảnh có màu sắc nổi bật, đặc biệt có những con trưởng thành có cả cái đầu gù to như cá la hán, kích thước tối đa của chúng có thể đạt đến 12 cm. Cá có màu cam, viền vây màu đỏ sẫm. Con mái màu xanh nhạt. Lưng và vây hậu môn ngắn, chỉ có giai đoạn sắp sinh sản, chúng có được một màu sắc đậm và đẹp.
Thức ăn của Hypseleotris compressa là động vật giáp xác nhỏ, côn trùng, tảo, thức ăn tươi sống, đông lạnh và khô. Chúng rất dễ sinh sản, nhưng tỉ lệ đậu không cao, con mái đẻ trứng trên phiến đá phẳng, trong môi trường thủy sinh càng thích hợp. Khả năng thích nghi của chúng rất cao, tuổi thọ lên đến 23 năm, chúng sống tốt trong môi trường nước ngọt và nước lợ. Hypseleotris compressa là loài cá hiền lành và có thể sống hòa bình với các loài cá khác